# 1899年肯塔基州州长选举
1899年肯塔基州州长选举于1899年11月7日举行，旨在选出第33任肯塔基州州长。当时的在任州长是共和党人威廉·奥康奈尔·布拉德利，他因肯塔基州宪法中规定的任期限制而不能竞选连任。
民主党人在路易維爾音乐大厅举行的提名大会陷入一片混乱和争议，最终选择了州参议员威廉·格贝尔作为党派候选人。对格贝尔的政治手段感到愤怒的一派民主党人自称“诚信选举联盟”（Honest Election Democrats），之后召开了单独的提名大会，提名前州长约翰·Y·布朗参选。共和党提名的是州检察长威廉··泰勒，但在任州长布拉德利心中另有人选，所以在随之而来的竞选中只给予泰勒很少的支持。普选结果，泰勒以19万2714票战胜得票19万1331的格贝尔，布朗获得了1万2040票，换言之，如果不是民主党内部分裂，这场选举很可能将由格贝尔胜出。这一结果受到选举舞弊的指控，不过令人意外的是，由格贝尔所提法案建立、而且所有成员都是他钦点铁杆民主党人的州选举委员会还是认可了泰勒的胜利。
愤怒的民主党议员利用肯塔基州议会中的多数席位建立了一个委员会来对有关选举舞弊的指控进行调查。共和党占绝对优势的东肯塔基州开始有武装人员涌入州首府，希望能阻止民主党人窃取选举成果。委员会发布报告前，格贝尔于1900年1月30日受到枪击并随后进入附近酒店接受治疗。之后委员会发布报告，州议会通过宣布足够数量的选票无效来令格贝尔和贝克汉姆当选。泰勒的州长职位遭到废黜，格贝尔于1月31日宣誓就职，但2月2日就因伤重不治。
副州长J·C·W·贝克汉姆继任了州长职务，并与泰勒就州长职位的归属展开了旷日持久的司法大战。最终贝克汉姆胜诉，泰勒逃往印第安纳州，以免受到涉嫌谋杀格贝尔的指控。共有16人因与暗杀存在关联受到起诉，5人的案件进行了庭审，其中两人无罪释放。剩下的三人中有两人先后数次遭到定罪，但审判过程中违规行为随处可见，他们此后都获得了州长的赦免。格贝尔的遇刺至今仍然没有确切结论。

## 背景
美国肯塔基州在1895年州长选举中选出了历史上第一位共和党州长威廉··布拉德利。他成功地利用民主党在自由铸造银币问题上存在的内部分歧，以及一位很有实力第三党候选人——人民党的托马斯·S·佩蒂特（Thomas S. Pettit）——的存在，以不到9000票的优势赢得普选。这场选举也标志着肯塔基州政坛之后近30年里两党竞争的开始。:267-268
来自肯顿县的威廉·格贝尔在肯塔基州参议院崭露头角，成为年轻一代民主党人的新领袖，他们被视为大型企业，特别是路易斯维尔和纳什维尔铁路公司的敌人和工人们的朋友。格贝尔以孤傲寡言、善于算计闻名，终生未婚，也没有多少朋友，他参选纯粹是为了政治权力。:268-269
1898年立法会议期间，格贝尔成为州参议院临时议长。1898年2月1日，他提出了一项之后人称《格贝尔选举法》（Goebel Election Law）的法案。该法建立了一个州选举委员会，三位成员由州议会指派，负责选择全州所有县的选举专员，并且有权对存在争议的选举作出裁决。由于民主党在州议会中占绝对优势，这一法律饱受指责，被批为明目张胆的党派政治，或是格贝尔自私自利的表现，甚至部分民主党人都表示反对:270。虽然有这样的反对声浪，但格贝尔还是成功让足够多的民主党议员推翻州长布拉德利的否决，让法案正式生效成为法律:270。身为党派领袖，他基本上钦点了选举委员会成员:7，所选的三人都是铁杆民主党人——·普莱尔（W. S. Pryor）是前肯塔基州上诉法院首席法官，W·T·埃利斯（W. T. Ellis）是来自戴维斯县的前联邦众议员，剩下的一位·波因茨（C. B. Poyntz）则是前肯塔基州铁路委员会主席:7。共和党人组织了一次测试案例对该法提出质疑，但州上诉法院认为法律合宪:8。

## 民主党提名大会
共有三位候选人宣布自己有意争夺1899年州长选举民主党提名，除格贝尔外，另外两位分别是前肯塔基州总检察长沃特·哈丁（Wat Hardin）和前联邦众议员威廉··斯通（William J. Stone）:666。来自默瑟县的哈丁保有路易斯维尔和纳什维尔铁路公司的支持；莱昂县的斯通则拥有州内农业利益团体的支持；而大部分的城市选民都支持格贝尔。:666
起初，哈丁看来最有希望获得提名:666。格贝尔和斯通明白，如果各自为战，他们面对哈丁都毫无胜算，于是双方各自派出代表于1899年6月19日举行会面并达成协议:418。据格贝尔派去参加会面的其中一位代表尤里·伍德森（Urey Woodson）所言，双方签署的协议中规定，来自路易斯维尔、承诺支持格贝尔的代表中，会有半数投票支持斯通:666。双方一致同意，一方在竞选中失利或主动退出后，就会鼓励自己一派的代表支持另一方，不要把票投给哈丁:666。
民主党提名大会于6月20日在路易斯维尔市场街的音乐大厅召开:666。会议的第一要务就是提名一位大会主席。斯通的支持者奥利·M·詹姆斯（Ollie M. James）提名了法官大卫·瑞德旺恩（David Redwine）:418。伍德森对提名表示附议后，斯通和格贝尔之间达成的协议也就变得人所共知:418。哈丁的支持者提名威廉··斯威尼（William H. Sweeney），但斯通与格贝尔组成的联盟确保瑞德旺恩成功当选:419。有多个县代表团的成员资格受到质疑，代表资格审查委员会将对这些问题做出裁决:419。这一委员会的人事组成也对哈丁不利，全部13名委员中，他的支持者只占了4名:419。委员会的长期审查令代表们变得焦躁不安，数以百计的人们——其中既有与会代表，也有普通百姓——冲进音乐大厅试图干扰大会:666。瑞德旺恩召集路易斯维尔市警察进入大厅维持秩序，哈丁的支持者于是指控这一行径实乃恐吓战术:667。代表资格审查委员会于6月23日发布了最终报告:667，全部28起受到质疑的代表资格案例中，有26起的裁决对格贝尔或斯通的支持者有利:667。
正式的提名程序在次日开始:667。哈丁认为自己受到了欺骗，于是退出了竞争，但还是有些忠实的代表继续投票支持他:420。会议代表约翰·斯托克代尔·瑞亚（John Stockdale Rhea）提名了斯通:667，斯通则满以为随着哈丁的退出，格贝尔会根据之前的协议指示支持者投票支持自己，维护党派团结:667，没想到很快又有另一位代表提名格贝尔:667。所有来自路易斯维尔的代表都投票支持了格贝尔，这进一步激怒了斯通，因为两人的协议是这些代表会有一半支持斯通，这也表明格贝尔已经背弃了之前的约定:667。一些斯通的支持者为此开始投票支持哈丁来报复:667。哈丁则在看到斯通和格贝尔的联盟土崩瓦解后又重新参选:421。经过数轮投票，大会于6月24晚陷入僵局，每位人选都只得到约三分之一的选票支持:32。6月25日（星期日）休会一天。到了6月26日（星期一）众代表返回音乐大厅时，这里已经到处都是警察，他们都是应瑞德旺恩的请求前来:667。瑞亚要求警察离开现场，以免代表受到恐吓，但瑞德旺恩裁决这一提议不合乎规程:667。另一位代表针对瑞德旺恩的决定提出上诉，但法官又以违反议事程序为由裁定上诉不合乎规程:421。这些明显存在偏见的决定激怒了斯通和哈丁的支持者，他们开始通过吹号、唱歌、大喊大叫以及站到椅子上等多种手段来试图扰乱大会:667。虽然会上有试着展开投票，但由于现场一片混乱，大部分代表都因无法清楚了解会议进程而投下弃权票:667。这场投票——如果还能算是投票的话——结束后，会议主席宣布格贝尔获得过半数选票支持，但格贝尔传话给瑞德旺恩，表示自己只有在获得绝对多数票支持的情况下才会接受提名:422。之后再度尝试进行的投票都受到了类似的干扰，会议于是押后一天:667。
6月27日早上，大厅终于恢复了秩序:667。斯通和哈丁都要求无限期休会:422。但瑞德旺恩再次裁定这一要求及其后的上诉不合乎规程:422。支持斯通和哈丁的几位领袖人物宣布，他们不会再像前一天那样扰乱大会，并且会遵守会议的决定:422。投票开始后，斯通和哈丁试图结盟对抗格贝尔但没有成功，连续进行的24轮投票都没有候选人获得过半数票，大会再次陷入胶着:667。之后代表们同意在下轮投票中淘汰得票最少的候选人，结果斯通第一个出局:667。原本分别支持斯通和格贝尔的城市中心区选民，现在全部转为支持格贝尔，而之前支持斯通的西部县乡村选民则成为哈丁的支持者:423。双方的得票数仍然很接近，但格贝尔设法获得了斯通的犹尼昂县代表支持，由此赢得提名:667。结果出炉后，哈丁和斯通支持者中的领袖人物承诺会支持格贝尔，不过也有些代表承诺的是有条件的支持:423。民主党提名的副州长人选是当时年仅29岁的J·C·W·贝克汉姆，还没有达到法律上担任州长的年龄下限:423。格贝尔对这一选择提出质疑，因为贝克汉姆的故乡纳尔逊县之前曾投票支持哈丁，并且基本上是由政治老板本·约翰逊（Ben Johnson）控制。但格贝尔的盟友向他保证，贝克汉姆会忠实地支持他提出的议程:423。其他提名人选还包括前邦联军人小罗伯特·杰斐逊·布雷肯里奇（Robert Jefferson Breckinridge, Jr.）竞选州检察长:424，这一提名主要是为了安抚党内的许多前邦联成员，因为格贝尔的父亲之前曾加入北军作战:424。不过，这仍然不足以说服布雷肯里奇的哥哥，前联邦众议员W·C·P·布雷肯里奇（W. C. P. Breckinridge）支持格贝尔:424。

## 共和党提名大会
共和党的潜在州长候选人起初很少:50。威廉·詹宁斯·布莱恩在1896年总统大选中以1.8万票的优势赢得肯塔基州，许多人因此认为1899年的州长选举也肯定会是民主党的天下:50；有些人知道民主党人肯定会对布拉德利政府横加指责，并且无意卷入其中进行辩护:50；《格贝尔选举法》产生的机制还令一些人对选举前景不抱期望:50。不过，民主党在提名大会上的分歧让共和党领袖人物感到鼓舞:425，在任州总检察长威廉··泰勒第一个宣布参选，并且很快就得到了共和党参议员威廉·德博伊（William Deboe）的支持:50:425。之后加入的候选人包括霍普金斯县法官克利夫顿··普拉特（Clifton J. Pratt）及在任州审计员山姆··斯通（Sam H. Stone）:50。其中普拉特法官是州长布拉德利的钦点人选，斯通则获得了《列克星敦先驱导报》（Lexington Herald）主编山姆··罗伯茨（Sam J. Roberts）的支持:425。泰勒是一位与格贝尔一样技巧娴熟的政治家:425。他成功地在各县代表团中建立起强大的政治机器，所以是最有望获得提名的候选人:425。
共和党提名大会于7月12日在列克星敦召开:52。州长布拉德利没有出席会议，因为他对党派竟然没有仔细考虑适合他竞选的职位感到愤怒:425。党内的黑人领袖威胁会追随布拉德利，另行组织一场提名大会，因为他们相信泰勒代表了共和党内的“纯白”分支:425。泰勒任命一位黑人领袖担任大会常任秘书长，还承诺如果当选，就会任命其他黑人领袖成为自己的内阁成员，希望以此保持党派团结:425。他还承诺会提名布拉德利的外甥埃德温·P·莫罗担任州务卿，希望能让布拉德利出席会议:425，但后者没有接受:425。面对泰勒在会议组织上所做的努力，审计员斯通宣布自己希望让党派保持团结，提议全体一致通过由泰勒得到提名，普拉特法官予以附议:53。其他提名人选包括约翰·马歇尔竞争副州长，凯莱布·鲍尔斯（Caleb Powers）竞选州务卿，普拉特法官竞争州检察长:426。

## “诚信选举联盟”
一些民主党人仍然对音乐大厅提名大会的结果耿耿于怀，经过一段时间的沉寂，威廉·斯通公开了自己与格贝尔达成的协议，以及格贝尔又是如何背弃这一协议的详情。格贝尔的盟友试图为他辩护，但斯通的说法很快就得到了前联邦众议员·欧文斯（W. C. Owens）的证实。欧文斯号召民主党人投票支持共和党候选人，让格贝尔无论投入多少政治角力也无法当选州长。:44, 46
一群支持联邦参议员乔·布莱克本（Jo Blackburn）的路易斯维尔民主党人首先提出了召开另一场提名大会的要求。此后不久，他们在芒特斯特灵召开大型会议并定下明确目标，决定于8月2日在列克星敦召开会议，制订新提名大会的详细方案。随后召开的群众会议上放出消息称将会召开另一场提名大会，前州长约翰·Y·布朗将接受大会提名。由于布朗曾被视为格贝尔的支持者，所以这一消息在民主党人中引起了不小的轰动。有60个县的代表出席了8月2日在列克星敦召开的会议，会上通过了支持1896年民主党全国大会通过的民主党党纲，以及威廉·詹宁斯·布莱恩参加1900年总统大选的提案。接下来是前州长布朗向众人演说。最终众代表同意于8月16日召开提名大会。:46-47, 60
肯塔基州的全部120个县中，有108个派出代表出席了提名大会:68。其中包括《列克星敦先驱导报》、《路易斯维尔晚报》（Louisville Evening Post）和《路易斯维尔调度报》（Louisville Dispatch）的编辑，前联邦众议员欧文斯，前州众议员小哈维·迈尔斯（Harvey Myers, Jr.），以及政治老板威廉·麦科沃伊（William Mackoy）、约翰·威伦（John Whallen）和西奥多·哈兰（Theodore Hallam）:428。大会最终提名了一系列的州政府官员人选，其中以前州长布朗居首:428。会上还提出了谴责音乐大厅大会，《格贝尔选举法》以及威廉·麦金莱领导联邦政府行政部门的纲领:69。

## 竞选
格贝尔的竞选班底包括参议员乔·布莱克本、前州长詹姆斯·B·麦克里和政治老板珀西·海利（Percy Haly）。他的竞选于8月12日在梅菲尔德拉开帷幕，该市是肯塔基州最西部的民主党重镇。格贝尔谴责了路易斯维尔和纳什维尔铁路公司，并指控州外的富有企业利益集团试图对肯塔基州州长选举产生影响。:429-430
泰勒的竞选于8月22日在伦敦开始，这里是东肯塔基州的共和党据点:430:72。他的支持者包括参议员德博伊、联邦众议员塞缪尔·普格（Samuel Pugh）、凯莱布·鲍尔斯和前共和党州长候选人托马斯·Z·莫罗（Thomas Z. Morrow，他也是州长布拉德利的姐夫）:72:432。泰勒强调麦金莱执期期间出现的经济繁荣:432，并提醒众人共和党从未支持过对黑人的奴役，声称格贝尔的当选将会导致“政治奴役”，自己同样反对这样的奴役:432。
布朗的竞选则于8月26日在鲍灵格林展开:70。由于年事已高且健康状况欠佳，他每个星期只能进行一场演讲:77。不过他还是坚持在全州各地作宣传，对格贝尔的自由铸造银币观念动机提出质疑:432。他继续谴责音乐大厅提名大会，质问像约翰·C·布雷肯里奇和拉扎勒斯·鲍威尔（Lazarus W. Powell）这样的伟大民主党前辈又是否会支持那场大会中所发生的一切:432。他还批评《格贝尔选举法》就是用来制造寡头政治的工具:432。布朗的露面频率有限，但得到了其支持者发表演说的补充:77。
通常来说，以前邦联的支持者都是民主党的票仓，但格贝尔由于父亲曾加入北军而不能过分依赖这一部分选票。同时，格贝尔曾在1895年因私人恩怨卷入一场与前邦联支持者约翰·桑福德（John Sanford）进行的决斗，他自己因此受伤，对方则伤重不治，这导致布朗的支持者西奥多·哈兰（桑福德生前的朋友）对他特别厌恶。哈兰曾在鲍灵格林的竞选集会上这样论及格贝尔：“当肯塔基州民主党人群聚大会，以其智慧认为一个卑鄙小人最适合成为这个伟大州的州长时，我会支持这个人——但程度只会比受到的强迫要低（意即只有在受强迫时才会支持）”:433。格贝尔试图拉拢曾长期属于共和党的黑人选票，希望减轻对那些态度上不冷不热的前邦联支持者选票的依赖，但他必须小心行事，以免进一步疏远自己的党派。与其他民主党人不同的是，格贝尔没有投票支持过一项要求黑人和白人使用相互隔离铁路设施的法案。大部分黑人都反对该法，格贝尔因此试图尽量避免对这个问题表态，但是面对压力，他还是不得不在克洛弗波特的一次竞选活动中承认自己支持该法，并且会反对将其废除。泰勒也像格贝尔一样试图回避这一议题，希望避免得罪共和党中的“纯白”分支，但在格贝尔表态一周后，泰勒表明了自己的反对立场。这也成为竞选过程中的转折点，原本对泰勒较为冷淡的黑人从此开始积极地支持他:434-436。

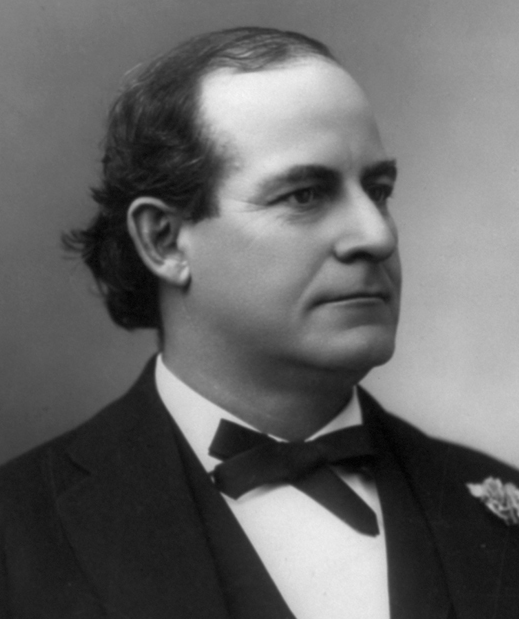
威廉·詹宁斯·布莱恩曾到肯塔基州为格贝尔的竞选助威打气。

逐渐消亡的人民党也针对所有州政府公职提名了候选人，对格贝尔在该党中的支持率造成不利影响。虽然人民党的竞选纲领与格贝尔类似，但该党也明确谴责了《格贝尔选举法》。1895年州长选举的人民党候选人托马斯·佩蒂特（Thomas Pettit）为格贝尔做宣传，但党派的其他大部分领导人都没有这么做。面对各方支持都出现折损的不利前景，格贝尔请求威廉·詹宁斯·布莱恩前来肯塔基州，为自己的竞选助威打气。布莱恩有“伟大的普通人”之称，非常受肯塔基州人民、特别是民主党和人民党人欢迎。他起初拒绝了格贝尔的请求，但之后还是来到州内，在三天的时间里与格贝尔一起到各地争取支持。布莱恩此行有助于民主党团结在格贝尔身后，还令布朗的许多支持者都改为支持格贝尔。:436-437
布莱恩离开肯塔基州不久，州长布拉德利改弦易辙，为泰勒开展政治演说。他坚称自己只是想针对民主党人的指责为自己领导的行政部门辩护，但《路易斯维尔信使日报》（Louisville Courier-Journal）主编亨利·沃特森（Henry Watterson）指出，布拉德利有意竞选联邦参议员，所以这是他争取泰勒支持的手段。布拉德利从路易斯维尔开始巡回演讲，批评民主党不得不为其候选人（指格贝尔）从州外进口一位演说家（指布莱恩），因为肯塔基州最优秀的人都已经抛弃了他（指格贝尔）。布拉德利还以格贝尔未能获得许多重量级民主党人的支持作为证明，其中包括格贝尔以前的盟友约翰·G·卡莱尔（John G. Carlisle）、参议员威廉·林赛（William Lindsay）、众议员·布雷肯里奇，以及约翰··布朗、西奥多·哈兰、·欧文斯、沃特·哈丁和威廉·斯通。他鼓励黑人继续支持共和党，用自己任命黑人担任内阁官员与民主党支持铁路设施种族隔离法之举做对比。布拉德利和共和党领袖（之后还曾担任州长）奥古斯塔斯·E·威尔逊（Augustus E. Willson）在州内巡回演说，为共和党候选人摇旗呐喊，吸引的人群经常比泰勒演说时规模更大。:437, 439
距选举日还有约两星期时，布朗在事故中受伤并因此坐上轮椅。这对他本已希望渺茫的竞选来说更是雪上加霜，选举也显然成为格贝尔和泰勒两人间的竞争。两人最后几天里都在路易斯维尔做宣传，因为这里人口众多，必将成为选举的关键。格贝尔继续攻击路易斯维尔和纳什维尔铁路公司，支持铁路工人罢工，还指控共和党是托拉斯的木偶。共和党和民主党都警告称，对方党派可能会策划并实施选举舞弊和暴力活动。格贝尔派民主党人，路易斯维尔市长查尔斯··韦弗（Charles P. Weaver）在选举前将该市警力增加了500人，这又引来了选民会在该市受到恐吓的指控。州长布拉德利于是通过召集民兵做好平定全州任何扰乱行为的准备加以反击。《路易斯维尔信使日报》在选举日所使用的头条上写着：（意为《刺刀统治》）。:439-440

## 选举结果及余波
虽然之前有过许多出现暴力行为的传言，但选举日（11月7日）州内情形总体上较为平静:440，全州只有不到12人被捕:440。投票的统计回报速度很慢，到了当晚仍然无法确定结果:270。最终正式统计结果出炉，泰勒获得了19万3714票，格贝尔19万1331票:270，布朗只有1万2040票，人民党候选人布莱尔得到2936票:270。民主党因内部分裂以及第三党候选人的存在而输掉了这场选举:270。不过，早在正式结果宣布前，州内就已经开始出现选举舞弊的指控:441。纳尔逊县有1200张选票上把共和党候选人的名字写成而不是正确的，民主党声称这些选票应该作废:441。诺克斯县和约翰逊县选民抱怨选票用料太薄，导致其投票可以从外面看出来，失去了保密性:441。一位民主党政治老板甚至要求将路易斯维尔的全部选票作废（泰勒在路易斯维尔赢得的票数比格贝尔要多近3000:441），理由是州民兵对当地选民进行了恐吓:441。
肯塔基州上诉法院裁定纳尔逊县的争议选票有效，这是共和党人早期获得的一次胜利:443。但是选举的最终结果需要由根据《格贝尔选举法》成立的选举委员会裁定:441。全州各地无论是支持民主党还是共和党的报纸都呼吁各方接受委员会的决定为最终裁决:441。随着委员会听证日期的临近，局势开始变得紧张，以共和党占绝对优势的东肯塔基开始有多批小规模武装人员来到州首府法兰克福:443。到委员会宣布其裁决前不久时，这些武装人员的人数估计达到500:443。令人意外的是，这个通常认为由格贝尔主控的委员会最终以2比1的投票结果裁定，已经宣布的选举结果有效。委员会的多数意见中称，他们没有任何司法权力来举行听证，听取双方证人的证词:444。泰勒因此于1899年12月12日宣誓就职。民主党人对此感到愤怒，党派领导人于12月14日会面，号召格贝尔和贝克汉姆继续争取:444。格贝尔本已倾向于接受选举结果，并计划于1901年竞选联邦参议员，但他最后还是听从了党派领导人的要求，对委员会的决定提出质疑:444。
州民主党主席阿利·杨（Allie Young）召集民主党议员于1900年1月1日召开党团会议。会上决定提名·布莱克本竞选联邦参议员，格贝尔为州参议院临时议长，邵斯·特林伯（South Trimble）获州众议院议长提名。州议会开会后，每一位民主党提名人选都成功当选，该党由此在两院中都拥有了绝对优势。副州长马歇尔向州参议院递交了一份委员会名单，但参议院以19票对17票决定将其作废，改为批准格贝尔提供的另一份名单。州众议院也出现类似情况，批准了议长特林伯递交的40个委员会名单，其中没有任何一个共和党人占据多数。:157, 167, 174
1月2日，州议会听取了格贝尔和贝克汉姆对选举结果的质疑:167，并于次日委任了一个委员会对有关选举舞弊、选民受民兵非法恐吓的指控进行调查:271。委员会成员属随机选择，但这一选择过程也很可能受到操纵，共计11名成员中只有1名共和党人:271，如果按照议员人数比计算，共和党人的数量应该会有4到5人:445。两院联合委员会建议，新委任的委员会应在州议会提出要求时进行汇报，辩论需限制在针对已有发现的范围内，最终报告由两院联席会议进行投票表决:174。规则中还进一步规定，联席会议由众议院议长主持，而非像惯例那样由副州长主持:174。共和党少数派对这些条款表示反对，但由于民主党议员占有绝对多数，这些反对没有起作用:174。

### 格贝尔遇刺
全州各地的共和党人估计，委员会将建议把一定数量的选票作废，直到格贝尔能够当选州长:271。更多来自东肯塔基州的武装人员陆续到达州首府:446。泰勒意识到这样的局势下，稍有不慎就会引发暴力冲突，于是命令这些武装人员回家，其中大部分人都照办了:446，但还是有两到三百人留了下来，等待委员会的调查结论:271。还有些则将到委员会的听证会上作证:188。部分共和党证人遭到当地警察的拘捕，这些警察中大多是格贝尔的党羽:188。州长泰勒对部分人予以赦免，理由是他们声称在遭警察逮捕时受到了抢劫:188。为了避免因携带隐蔽武器被捕，许多共和党人开始公开地把枪带在身上，给市内的紧张气氛火上浇油的同时，却也有效减少了受当地警察逮捕的人数:189。

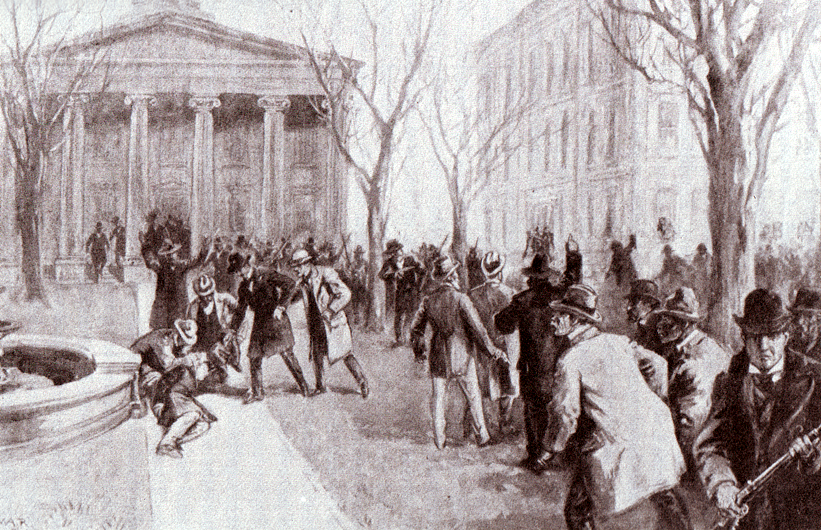
刊登在1900年《哈珀周刊》上的一张描绘格贝尔遭刺杀的草图。

1900年1月30日，格贝尔在两位朋友的陪同下走进老州议会大厦时突然被人开枪打中:271-272，他随即被送到附近的酒店接受治疗:272。街头巷尾到处都是军人，他们还封锁了议会大厦的入口:449。委员会在法兰克福的市政厅举行会晤:449，各成员完全遵照党派立场进行投票，最终通过的报告宣称，格贝尔和贝克汉姆获得的合法选票数量最多，所以应该分别当选州长和副州长:449。
委员会的会议结束一个多小时后，州长泰勒宣布州内处于暴乱状态并召集州民兵待命。他还召集州议会召开特别会议，但地点并非法兰克福，而是共和党重镇伦敦，坚称那里更加安全。民主党议员拒绝前往伦敦，但他们无论是起初试图进入州议会大厦，还是之后在法兰克福找到的其他公共场所时都遇到了武装人员禁止他们入内。1900年1月31日，民主党议员在法兰克福酒店举行秘密会议，在没有共和党人出席的情况下投票把委员会的调查结果合法化，宣布了足够数量的选票无效，令格贝尔当选州长。格贝尔宣誓就职后立即下令解散泰勒召集的民兵，还下令州议会在法兰克福重新召开会议。共和党控制的民兵拒绝解散，州议会大厦的草坪上又出现了民主党控制的民兵。整个肯塔基州走到了内战的边缘。:272
泰勒将肯塔基州的局势告知了麦金莱总统，请求总统派联邦军队进行干预，而麦金莱则向肯塔基州的国会议员保证，只有在万不得已时才会出此下策。共和党议员准备应泰勒的要求于2月5日在伦敦召开会议，与此同时，民主党议员也在州议会开会，解决之前秘密会议可能存在的任何合法性问题，并且再次投票通过多数派报告宣布格贝尔和贝克汉姆赢得选举，两人也再次宣誓就职。:233, 235, 239
泰勒赦免了诺特县一位犯有误杀罪的男子，以此查证自己是否仍然拥有州长的权力。赦免令得到了相应县级官员的签置，但狱方管理人员拒绝释放犯人。起初人们担心泰勒会派州民兵强行将犯人释放，但他之后并没有采取任何行动。泰勒继续在州长官邸工作，周围有安保人员重兵保护。面对没有提供悬赏捉拿格贝尔刺客的批评，泰勒回应称，在没有富兰克林县官员提出请求的情况，他没有权力来做出这样的悬赏，不过还是自掏了500美元腰包作为奖金。:233, 236
2月3日，上任仅4天的格贝尔与世长辞:272。截至2014年5月中旬，他仍是美国仅有的一位在任上遭刺杀的州长:272。作为这场选举中最具争议性的人物，格贝尔的死也令紧张的气氛开始有所缓和:273。双方的领导人起草了一份协议，泰勒和副州长马歇尔退位，作为交换，他们将免受任何与格贝尔遇刺案有关的起诉:451。同时法兰克福的州民兵将予以解散，还会废除《格贝尔选举法》，用更公平的法律代替:451。但是，泰勒拒绝在协议上签字:451，只是解除了州议会在法兰克福召开会议的禁令:451。

### 法律挑战

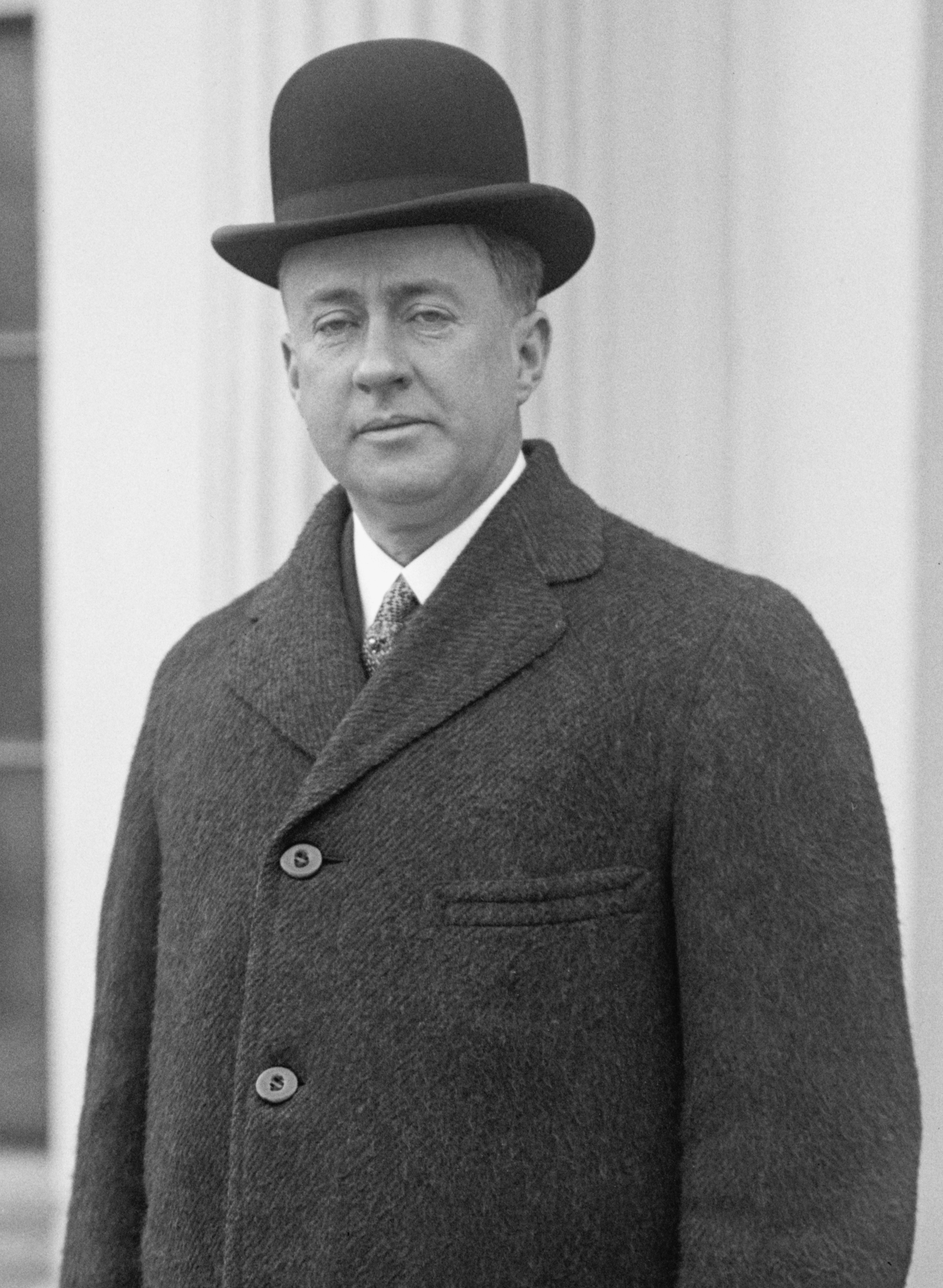
J·C·W·贝克汉姆在格贝尔死后继任州长职位。

2月19日，州议会再次召开会议，两批官员都争相主持:451。马歇尔和格贝尔的副州长·贝克汉姆都宣布自己有权主持州参议院的运作:451。泰勒发起诉讼，以期阻止贝克汉姆在参议院行使任何权限，贝克汉姆也以起诉反击，控告泰勒将议会大厦和行政大楼致于其操控之下:451。两起案件经过合并审理后，共和党和民主党都同意由法院来对选举做出裁决:273:451。3月10日，巡回法院裁决贝克汉姆和民主党人获胜:451。4月6日，肯塔基州上诉法院（当时该州的最高法院）以6比1的投票结果决定维持巡回法院的判决，从法律上来说，泰勒和马歇尔由此下台:453。泰勒诉贝克汉姆案最终上诉到了联邦最高法院，但该法院以其中不涉及联邦法律问题为由拒绝插手干预:273，唯一一位对此抱持异议的大法官是来自肯塔基州的约翰·马歇尔·哈伦:273。
共有16人因涉及格贝尔遇刺案受到起诉，受到废黜的前州长泰勒就是其中之一。1900年5月，泰勒逃往印第安纳波利斯，该州州长詹姆斯·A·芒特（James A. Mount）拒绝引渡泰勒回肯塔基州受审。三名被告以自己的证词进行控辩交易而获得豁免。16人中只有五人受审，其中两人无罪释放。受到定罪的三人分别是亨利·尤西（Henry Youtsey）、吉姆·霍华德（Jim Howard），以及泰勒手下的州务卿凯莱布·鲍尔斯:273。检方指控称鲍尔斯是幕后主使，目的是杀死政敌以便泰勒能够继续就职:273，尤西是其中的中间人，而来自克莱县的霍华德则是真正的凶手:273。据说尤西曾因家族世仇杀了人，然后在法兰克福向泰勒寻求豁免:273。
根据控方的指控，刺客是在州议会大厦一旁的建筑物一楼、州务卿办公室向格贝尔开枪。但是，许多对被告不利的证词相互矛盾，有些之后还经证实属于伪证。肯塔基州当时的大部分法官都是格贝尔派民主党人，陪审团也基本都是民主党党羽:273。不过，上诉法院中则大部分都是共和党人，于是下级法院的定罪经常受到推翻，案件因此需要重新审理。霍华德分别于1900年9月、1902年1月和1903年4月三度被判罪名成立，最后一次上诉失败后，法官判处他终身监禁。鲍尔斯也分别于1900年7月、1901年10月和1903年8月三次被定罪，1907年11月进行的第四次审理则以陪审团无法达成一致告终。1908年，共和党州长奥古斯塔斯··威尔逊签署特赦令赦免了鲍尔斯和霍华德:273。几个月后，他又赦免了前州长泰勒和其他多位仍然受到起诉的关联人士。不过，泰勒在得到赦免后极少返回肯塔基州，他成为印第安纳州的保险行业高管，于1928年在当地去世。尤西是仅有的一位没有提出上诉的被告，他于1916年获得假释，再于1919年由民主党州长詹姆斯·D·布莱克（James D. Black）赦免:273。

## 扩展阅读
- Klotter, James C. . Lexington, Kentucky: The University Press of Kentucky. 1977  [2014-04-10]. ISBN 0-8131-0240-5.
- McQueen, Keven. . . Ill. by Kyle McQueen. Kuttawa, Kentucky: McClanahan Publishing House. 2001. ISBN 0-913383-80-5.
- Woodson, Urey. . Louisville, Kentucky: The Standard Press. 1939.